# Tamás Klára
Tamás Klára (Marosvásárhely, 1946. augusztus 20. – 2021. március 4.) erdélyi magyar grafikus. Tamás Mária (1930–1987) húga.

## Életútja, munkássága
A marosvásárhelyi Művészeti Líceumban érettségizett (1964), majd a kolozsvári Ion Andreescu Képzőművészeti Főiskolán, a grafikai szakon szerzett diplomát (1970). Bukarestbe költözve 1970 és 1981 között a Meridiane, majd a Kriterion Könyvkiadó grafikai szerkesztője. Készített könyvterveket, illusztrációkat, később plakátokat és nagyméretű önálló grafikai műveket. A sokszorosító grafikai technikák közül mindenekelőtt a rézkarc foglalkoztatta.
Egyéni kiállításai voltak Bukarestben (1974, 1979, 1987), Rómában (1981), New Yorkban (1982), Esslingenben (1984), Kolozsváron (1985). Részt vett nemzetközi plakát-triennálékon (Varsó, Chicago, Toyama /Japán/, Párizs, Pécs) és rézkarc-kiállításokon (Baden-Baden /Németország/, Várna, Biella /Biella megye/, Grenoble, Szöul). 1984-ben Chicagóban Gold-Hugo-díjat nyert. 1992-ben New Yorkban telepedett le.